# 松村万三郎
松村 万三郎（旧字体：松󠄁村 萬三郞、まつむら まんざぶろう、1903年〈明治36年〉5月 - 没年不明）は、日本の地主・家主、政治家、実業家、商人（伊勢屋、質商）。東京市板橋区会議員。松村機械製作所社長。

## 経歴
東京府北豊島郡板橋町下板橋（現・東京都板橋区）出身。松村孫兵衛の三男。青山学院高等科商科卒業。父業を継いだ。保険代理業、質業を営んだ。家督を相続した。
松村機械製作所社長、王子機械製作所監査役、板橋区青年団板橋分団理事、家屋税調査委員、東京市方面委員、救護委員などをつとめた。

## 人物
趣味は旅行。宗教は真言宗。住所は東京市板橋区板橋町八丁目。

## 家族・親族
松村家
- 祖父・孫兵衛[4]
- 父・孫兵衛（1868年 - ?、地主、質商[4]、東京府北豊島郡会議員、板橋町長、板橋郵便局長）[11]
- 妹[5]
- 妻・しげ[注 3]（茨城、櫻井佐武郎の姉）[4][5]